# Dep Kirkland
Deppish „Dep“ Kirkland III (* 9. November 1949 in Savannah, Georgia; † 4. September 2022 im Lake Jackson (Georgia)) war ein US-amerikanischer Jurist, Schauspieler und Autor; einige Quellen geben als sein Geburtsjahr 1959 an.

## Leben
Dep Kirkland war der Sohn von Mertice Keiffer und Deppish Kirkland Jr. und hatte zwei Schwestern: Barbara und Lynn. Er wurde in Savannah im US-Bundesstaat Georgia geboren und wuchs auf Wilmington Island auf. Er besuchte die Savannah High School und das Savannah College of Art and Design. Im Anschluss studierte er zunächst Chemieingenieurwesen an der University of Georgia, wechselte dann aber an die University of Georgia School of Law, die er 1975 abschloss. Er hatte zwei Töchter aus einer früheren Beziehung, Emily und Margaret.
Nach dem Studium praktizierte er zunächst als Rechtsanwalt. Später arbeitete er als leitender stellvertretender Staatsanwalt von Savannah und in verschiedenen politischen Ämtern, bevor eine zweite Karriere als Autor, Regisseur, Produzent und Schauspieler begann.
In der Nacht zum 4. September 2022 kam es zu einem Bootsunfall im Bear Creek auf dem Lake Jackson in Middle Georgia. Laut Angaben der Polizei und des Department of Natural Resources (DNR) von Georgia starb Kirkland durch Ertrinken, nachdem er über Bord fiel, als er auf dem Dollbord eines Mittelkonsolenbootes des Typs „Sea Hunt“ saß und den Halt verlor. Der Bootsführer musste sich wegen Bootsfahrens unter Alkoholeinfluss verantworten; Kirklands Leichnam wurde am Vormittag desselben Tages nach einer mehrstündigen Suche durch Taucher geborgen.
Kirkland wurde 72 Jahre alt und wurde von seinen beiden Töchtern überlebt. Er fand seine letzte Ruhe auf dem Bonaventure Cemetery in Savannah.

## Karriere

### Arbeit als Jurist
Nach dem Studium begann Kirkland seine juristische Laufbahn als Anwalt in Savannah und in Atlanta. Im Anschluss wurde er Teil des Teams von Bezirksstaatsanwalt Spencer Lawton von Chatham County, zunächst als leitender stellvertretender Staatsanwalt von Savannah und später als stellvertretender Bezirksstaatsanwalt.
Kirkland spielte als damals leitender Bezirksstaatsanwalt von Chatham County eine Schlüsselrolle im Mordfall von Danny Hansford. Er war am Morgen des 2. Mai 1981 zusammen mit Chefermittler J.D. Smith am Tatort, dem Mercer House in Savannah, nur wenige Stunden nachdem der damals 50-jährige Antiquitätenhändler James Arthur „Jim“ Williams den 22-jährigen Daniel Lewi „Danny“ Hansford erschossen hatte. Nach der Beweisaufnahme führte Kirkland als Ankläger den Prozess gegen Williams und hielt das Schlussplädoyer im ersten von insgesamt vier Prozessen, in dem Williams von der Geschworenen schuldig gesprochen wurde. Das Urteil wurde später vom Obersten Gerichtshof von Georgia aufgehoben und Williams am Ende der Berufungsprozesse am 12. Mai 1989 freigesprochen – er starb wenige Monate später im Alter von 60 Jahren.
Kirkland wurde zum Bundesstaatsanwalt berufen und war Vorsitzender des Gefängnisausschusses der State Bar und mehrerer Unterausschüsse der Criminal Justice Section der American Bar Association.
Nach seiner Zeit in Chatham arbeitete er in der Administration des damaligen Gouverneurs Joe Frank Harris und leitete ab 1983 das Consumer Utility Council, eine staatliche Behörde, die Verbraucherinteressen vor der Public Service Commission vertritt. Nach seinem Wechsel nach Washington, D.C. baute er die erste Anti-Piraterie-Taskforce für die Satellitenfernsehindustrie auf, ein nationales Netzwerk ehemaliger FBI-Agenten, die er auch leitete. Als politischer und juristischer Berater war er für das Edison Project tätig, ein geplantes landesweites Bildungsnetzwerk, bei dem er mit Benno C. Schmidt Jr., dem ehemaligen Präsidenten der Yale-Universität, und Ham Jordan, dem ehemaligen Stabschef von Präsident Carter, zusammenarbeitete.
Kirkland war Mitglied der Anwaltskammern von Georgia und Washington, D.C. und als Anwalt vor verschiedenen Staats- und Bundesgerichten zugelassen, darunter auch der Oberste Gerichtshof der Vereinigten Staaten.

### Arbeit als Autor und Schauspieler
Nach seiner juristischen Karriere entschied sich Kirkwood für eine zweite Karriere in der Schauspielerei und zog nach New York City.
In New York studierte er sechs Jahre Schauspiel unter Fred Kareman in den Kareman/Handman Studios in der Carnegie Hall sowie Gesang und Dialekt bei Chuck Jones und Michael Howard. Nach seinem Umzug nach Los Angeles studierte und spielte er unter William Alderson, dem ehemaligen Lehrer und stellvertretender Direktor des Neighborhood Playhouse (Meisner) in New York, unter Ivanna Chubbuck sowie am Beverly Hills Playhouse. In Los Angeles arbeitete er sowohl als Schauspieler auf der Bühne und vor der Kamera, aber auch als Autor und Regisseur; seine juristische Ausbildung half ihm dabei als Autor, dessen Stücke an der West- und Ostküste der Vereinigten Staaten aufgeführt wurden.
Vor der Kamera war er 1996 in dem Film The River Bridge an der Seite von Charles Napier zu sehen und 1997 in Brokers. Im Jahr 2000 hatte er als Eric Lorca einen Gastauftritt in der Fernsehserie Law & Order. 2017 spielte er Polizeichef Mike Boyd in David Lynchs und Mark Frosts Fernsehserie Twin Peaks – an der Seite von Kyle MacLachlan, Sheryl Lee und Michael Horse.
Sein Bühnenstück MsTRIAL wurde am 18. Mai 2002 in Los Angeles uraufgeführt. Eine Off-Broadway-Produktion an den New World Stages in New York City, mit Christine Evangelista in der Hauptrolle, folgte ab dem 14. November 2019; die Off-Broadway-Adaption wurde von Maija Anttila produziert und Regie führte Rick Andosca. Kirkland spielt in dem Stück die Rolle des John.
Im Jahr 2015 wurde sein Buch Lawyer Game: After Midnight in the Garden of Good and Evil (dt. Anwaltsspiele: Nach Mitternacht im Garten von Gut und Böse) veröffentlicht, das von den, nach seiner Ansicht, wahren Hintergründen des Mordprozesses gegen Jim Williams handelt. Mit dem Titel nahm er Bezug auf das 1994 erschienene Buch Midnight in the Garden of Good and Evil, das 1997 von Clint Eastwood mit Kevin Spacey verfilmt wurde.
Kirkland war Mitglied der AEA, von SAG-AFTRA, der Dramatists’ Guild und der „VS. Theatre Company“. Er war zudem als Produzent tätig und Vorsitzender von „Isle of Hope Entertainment“; er hatte Pläne sein Bühnenstück MsTRIAL als Spielfilm zu produzieren, zusammen mit anderen Fernseh- und Filmprojekten. Die Pläne wurden jedoch durch seinen Tod beendet.
Im deutschen Sprachraum wurde Kirkland unter anderem von dem Schauspieler Wolfgang Schatz synchronisiert.

## Filmografie (Auswahl)
- 1996: The River Bridge (Video)
- 1997: Brokers
- 2000: Law & Order (Fernsehserie)
- 2002: Bill’s Seat (Kurzfilm)
- 2009: Friday the 13th: The Storm (Kurzfilm)
- 2011: I of the Beholder (Kurzfilm)
- 2017: Twin Peaks (Fernsehserie)
- MsTRIAL (Vorproduktion)

## Theater (Auswahl)
- A Thousand Clowns (Village Playhouses of Roswell, Atlanta)[6]
- The Country Girl (Schoolhouse Theatre, New York)[6]
- Four Dogs and a Bone (Samuel Beckett Theatre, Theatre Row, New York)[6]
- Sylvia (Trilogy Theatre, New York)[6]
- Abundance (Schoolhouse Theatre Company, New York)[6]
- 110 Stories (Grove Street Playhouse, New York)[6]
- Challenged! (Elephant Theatre, Los Angeles)[6]
- Influence (Katselas Theatre Company)[6]
- Circle Dance (Skylight Theatre, Los Angeles; Judith Anderson Theatre, New York)[6]
- MsTRIAL (Court Theatre, Los Angeles)[3][9][5][6]
- MsTRIAL (New World Stages, New York Chelsea Playhouse, Off-Broadway, New York)[3][9][5][6]